# 덴버 (영화)
《덴버》(영어: Things to Do in Denver When You're Dead)는 미국에서 제작된 게리 플레이더 감독의 1995년 범죄 영화이다. 앤디 가르시아 등이 출연하였고, 케리 우즈 등이 제작에 참여하였다.

## 줄거리
덴버에 사는 폭력배 출신 지미 “더 세인트” 토즈니아는 새 삶을 살려고 사업을 시작했지만 수입이 신통치 않다. 전 두목은 지미의 빚을 모두 사들이고 이를 빌미로 일을 시킨다. 아동 성학대로 체포된 아들 버나드를 “치료”할 수 있게 전 여자친구를 데려와 달라는 것이다. 그러나 계획이 어그러져 지미의 팀은 전 여자친구와 그녀의 현 남자친구를 죽여 버리고, 전 두목은 일을 망친 이들을 죽이기 위해 암살자를 보낸다.

## 출연진
- 앤디 가르시아 - 지미 “더 세인트” 토즈니아 역
- 크리스토퍼 로이드 - 올든 “피시스” 폴리메로스 역
- 윌리엄 포사이스 - 프랜시스 “빅 베어 프랜차이즈” 차이저 역
- 빌 넌 - 얼 “이지 윈드” 덴턴 역
- 트리트 윌리엄스 - 빌 “크리티컬 빌” 둘리틀 역
- 잭 워든 - 조 헤프 역
- 스티브 부세미 - “미스터 시” 역
- 퍼루자 보크 - 루신다 역
- 개브리엘 앤워 - 대그니 역
- 크리스토퍼 워컨 - 더 맨 위드 더 플랜 역
- 빌 코브스 - 몰트 역
- 마셜 벨 - 애트워터 역
- 글렌 플러머 - “베이비 시니스터” 역
- 윌리 가슨 - 커피 역
- 제니 매카시 - 금발 간호사 역
- 버디 가이 - 하우스 밴드 역
- 조시 찰스 - 브루스 역 (크레디트 미기재)
- 돈 치들 - “루스터” 역
- 타이니 리스터 주니어 - “하우스” 역

## 기타 제작진
- 공동 제작: 캐시 콘래드
- 협력 제작: 스콧 로젠버그
- 배역: 로니 예스컬
- 미술: 넬슨 코츠
- 의상: 애비게일 머리
- 음악 감독: 피터 애프터먼